# São Vicente (Braga)
São Vicente, oficialmente Braga (São Vicente), é uma freguesia portuguesa do município de Braga, com 2,55 km² de área e 13974 habitantes (censo de 2021). A sua densidade populacional é 5 480 hab./km².

## História
A freguesia foi criada administrativamente pelo Decreto-Lei 23 306 de 6 de dezembro de 1933.

## Demografia
A população registada nos censos foi:
| Distribuição da População por Grupos Etários | Distribuição da População por Grupos Etários | Distribuição da População por Grupos Etários | Distribuição da População por Grupos Etários | Distribuição da População por Grupos Etários |
| -------------------------------------------- | -------------------------------------------- | -------------------------------------------- | -------------------------------------------- | -------------------------------------------- |
| Ano                                          | 0-14 Anos                                    | 15-24 Anos                                   | 25-64 Anos                                   | > 65 Anos                                    |
| 2001                                         | 2406                                         | 1742                                         | 6691                                         | 1323                                         |
| 2011                                         | 2278                                         | 1546                                         | 7765                                         | 1647                                         |
| 2021                                         | 1928                                         | 1681                                         | 7934                                         | 2431                                         |

## Património
- Igreja de São Vicente ou Igreja Paroquial de São Vicente
- Casa de Infias ou Casa de Vale de Flores
- Palacete Arantes
- Castro Máximo ou Monte do Castro
- Igreja do Carmo e edifício do antigo Convento Carmelita
- Igreja das Teresinhas
- Conjunto da Praça de Mouzinho de Albuquerque ou Campo Novo
- Monumento ao Sagrado Coração de Jesus
- Cruzeiro do Senhor das Ânsias

## Tradições
Em 21 e 22 de Janeiro realiza-se a festa de São Vicente.
Na noite de 21 de Janeiro, véspera do dia do santo padroeiro da freguesia, São Vicente realiza-se no adro da igreja de São Vicente uma grandiosa fogueira.
Na festa é tradição comer "moletinhos", um doce típico.
A Rusga de São Vicente é um grupo folclórico cultural de música, dança e tradições do Baixo Minho.

## Desporto
Na freguesia existe o Soarense Sport Clube fundado em 1926, e o Grupo Desportivo Bairro da Misericórdia. 

## Equipamentos
- Escola Secundária Sá de Miranda
- Escola de Educação Rodoviária
- Colégio Dom Diogo de Sousa
- Centro Académico de Braga
- UCP - Faculdade de Filosofia e Ciências Sociais
- Asilo de São José
- Mercado Municipal de Braga
- Central de Camionagem de Braga
- Estabelecimento Prisional Regional de Braga
- Quartel do Areal - Regimento de Cavalaria de Braga (N.º 6)
- Centro de Saúde de S. Vicente/Infias
- Arquivo Distrital de Braga

## Política

### Eleições autárquicas (Junta de Freguesia)
| Partido      | 1976 | 1976 | 1979 | 1979 | 1982 | 1982 | 1985 | 1985 | 1989 | 1989 | 1993 | 1993 | 1997 | 1997 | 2001 | 2001 | 2005 | 2005 | 2009 | 2009 | 2013 | 2013 | 2017 | 2017 |
| Partido      | %    | M    | %    | M    | %    | M    | %    | M    | %    | M    | %    | M    | %    | M    | %    | M    | %    | M    | %    | M    | %    | M    | %    | M    |
| ------------ | ---- | ---- | ---- | ---- | ---- | ---- | ---- | ---- | ---- | ---- | ---- | ---- | ---- | ---- | ---- | ---- | ---- | ---- | ---- | ---- | ---- | ---- | ---- | ---- |
| PS           | 32,9 | 3    | 39,1 | 6    | 41,4 | 8    | 39,7 | 5    | 43,6 | 7    | 46,3 | 6    | 48,4 | 7    | 43,8 | 7    | 41,7 | 6    | 39,7 | 6    | 32,3 | 5    | 33,8 | 5    |
| CDS-PP       | 30,6 | 3    | 24,7 | 3    |      |      |      |      | 5,9  | -    | 7,2  | 1    | 8,4  | 1    |      |      |      |      |      |      |      |      |      |      |
| PPD/PSD      | 17,6 | 2    | 18,8 | 2    |      |      | 42,5 | 6    | 33,2 | 5    | 29,9 | 4    | 26,7 | 4    |      |      |      |      |      |      |      |      |      |      |
| FEPU/APU/CDU | 14,9 | 1    | 14,5 | 2    | 16,6 | 3    | 14,7 | 2    | 10,4 | 1    | 13,3 | 2    | 11,3 | 1    | 12,0 | 1    | 11,2 | 1    | 9,4  | 1    | 10,8 | 1    | 11,6 | 1    |
| AD           |      |      |      |      | 39,5 | 8    |      |      |      |      |      |      |      |      |      |      |      |      |      |      |      |      |      |      |
| PSD-CDS-PPM  |      |      |      |      |      |      |      |      |      |      |      |      |      |      | 36,0 | 5    | 35,0 | 5    | 41,2 | 6    | 41,0 | 6    | 41,1 | 6    |
| B.E.         |      |      |      |      |      |      |      |      |      |      |      |      |      |      | 3,7  | -    | 6,6  | 1    | 6,3  | -    |      |      | 6,8  | 1    |
| IND          |      |      |      |      |      |      |      |      |      |      |      |      |      |      |      |      |      |      |      |      | 9,6  | 1    |      |      |